# Auro Bulbarelli
Auro Bulbarelli (Mantova, 20 settembre 1970) è un giornalista, telecronista sportivo e dirigente pubblico italiano.

## Biografia
Figlio del giornalista Rino Bulbarelli, è stato a lungo telecronista al Giro d'Italia prima di passare a ricoprire ruoli dirigenziali nel settore ciclismo all'interno della testata Rai Sport. Prima di iniziare la carriera giornalistica, nel 1987 partecipò come concorrente al gioco a quiz di Canale 5 Doppio slalom condotto da Corrado Tedeschi. All'inizio della sua carriera, nel 1991, ha seguito il Giro d'Italia come inviato della catena editoriale Finegil. Assunto alla Rai, redazione regionale della Lombardia, nel dicembre del 1991, si è occupato di cronaca nera, giudiziaria e di sport a livello regionale.
Nel 1989 ha seguito il Giro d'Italia come collaboratore de La Gazzetta dello Sport. Trasferito alla Testata Giornalistica Sportiva nel 1996, si è occupato di varie discipline sportive, quali il ciclismo, il calcio, la Formula 1 e il biliardo. In quest'ultima disciplina, da lui anche praticata a livello agonistico, nel 1990 ha vestito la maglia azzurra ai Campionati Europei U21 svoltisi in Germania, nella specialità dei 5 birilli, classificandosi al secondo posto. Per la Rai ha seguito tutte le principali gare di ciclismo, come le classiche, il Giro d'Italia, il Tour de France, la Vuelta a España, i Campionati del Mondo e le gare olimpiche di ciclismo su strada e su pista. Nel 1998 quando il Giro d'Italia è tornato ad essere trasmesso dalla Rai dopo 5 anni, ha seguito le tappe in moto in qualità di inviato-telecronista.
Nel 1999 ha commentato in diretta la Vuelta a España come prima voce; nel 2000 il Tour de France e nel 2001 il Giro d'Italia, sostituendo di fatto il telecronista storico Adriano De Zan, ormai in pensione, ma sempre collaboratore di Rai Sport, il quale sarebbe mancato qualche mese più tardi, nell'agosto del 2001, a causa di una grave malattia. Al fianco di Bulbarelli, in qualità di commentatore tecnico, c'era l'ex ciclista professionista Davide Cassani. Nel 2006 ha commentato per la Rai anche le gare di salto con gli sci ai Giochi olimpici invernali di Torino.
Il 20 ottobre 2009 è stato nominato vicedirettore di Rai Sport, promozione che lo ha costretto ad abbandonare dopo 12 anni il ruolo di telecronista della Rai per il ciclismo: sabato 17 ottobre 2009 ha effettuato la sua ultima telecronaca in occasione del Giro di Lombardia, per poi essere sostituito dalla stagione ciclistica 2010 dal collega Francesco Pancani.
Nel maggio 2010 ha pubblicato il suo primo romanzo, Fuori tempo massimo, ucronia sul ciclismo ambientata nel periodo 1998-2001. Nel libro compare come personaggio un giornalista RAI alle prime armi, "il giovane Rebertelli", evidentemente ispirato alla figura dell'autore. Nell'ottobre del 2012 è uscito, con la casa editrice Rai-Eri, il suo secondo libro, Magni, il terzo uomo, biografia di Fiorenzo Magni, grande ciclista che fu rivale di Gino Bartali e Fausto Coppi. Nell'ottobre 2018 è uscito il libro "Coppi per sempre" (edizioni Gribaudo), scritto a quattro mani con Giampiero Petrucci, la più completa storia per immagini mai dedicata alla figura del Campionissimo.
Dal 27 novembre 2018 al 18 novembre 2021 è stato direttore di Rai Sport. È succeduto a Bruno Gentili, eletto ad interim dopo le dimissioni di Gabriele Romagnoli, ed è stato sostituito da Alessandra De Stefano.

## Riconoscimenti
- Premio Stampa Nazionale dell'Associazione Nazionale Ex Corridori Ciclisti nel 2012